# (15808) Zelter
(15808) Zelter est un astéroïde de la ceinture principale.

## Description
(15808) Zelter est un astéroïde de la ceinture principale. Il fut découvert le 3 avril 1994 à Tautenburg par Freimut Börngen. Il présente une orbite caractérisée par un demi-grand axe de 2,89 UA, une excentricité de 0,08 et une inclinaison de 1,3° par rapport à l'écliptique.
Cet astéroïde est nommé en l'honneur du compositeur Carl Friedrich Zelter (1758-1834).

## Compléments